# Chung kết UEFA Champions League 1999
Trận chung kết UEFA Champions League năm 1999 là trận chung kết thứ bảy của UEFA Champions League và là trận chung kết thứ bốn mươi bốn của Cúp C1 châu Âu. Đây là trận đấu giữa Manchester United của Anh và Bayern München của Đức trên Camp Nou ở Barcelona, Tây Ban Nha vào ngày 26 tháng 5 năm 1999. Manchester United giành cúp lần thứ hai với 2 bàn thắng ghi trong vòng 2 phút bù giờ cuối cùng, đánh dấu 1 năm cực kỳ thành công với 3 danh hiệu (2 danh hiệu còn lại là chức vô địch Anh và vô địch Cúp F.A.).

## Thông tin trước trận

### Sân vận động thi đấu

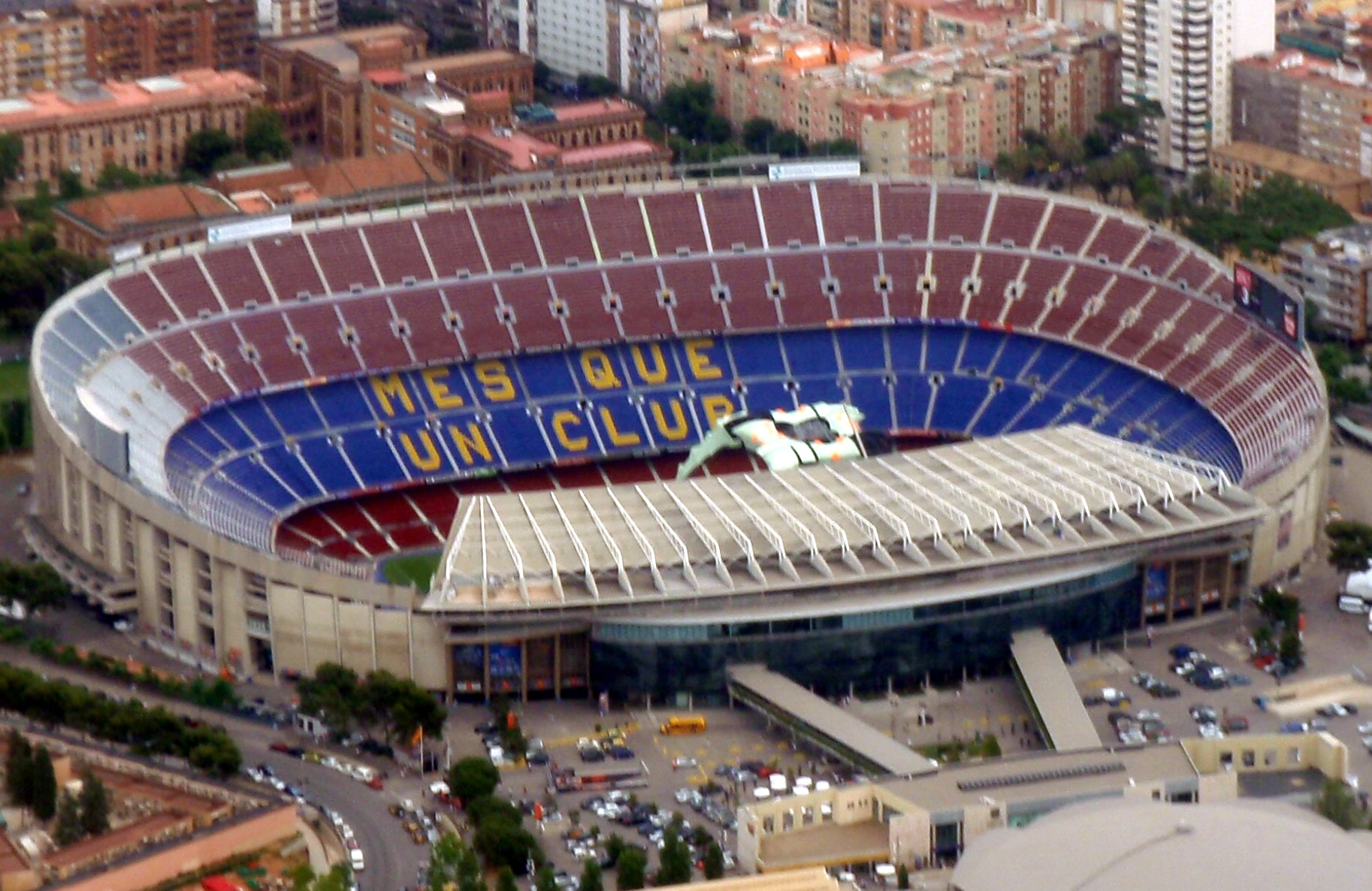
Camp Nou với lượng khán giả 100.000 người trên 92.000 chỗ ngồi trong trận chung kết

Camp Nou là sân nhà của Câu lạc bộ Barcelona ở Tây Ban Nha, có sức chứa lên tới 92,000 ghế ngồi. Ban tổ chức đã phân phát cho mỗi đội thi đấu khoảng 30,000 ghế ngồi. Số vé còn lại dành cho người hâm mộ, cơ quan UEFA, các nhà tài trợ và người hâm mộ Barcelona (khoảng 7,500 vé). Mặc dù mỗi câu lạc bộ chỉ nhận 30.000 vé, người ta ước tính rằng hơn 50.000 người hâm mộ Manchester United đã đến Barcelona để cổ vũ trong trận chung kết.

### Truyền hình
Tại nước Anh, trận chung kết được tường thuật trực tiếp trên kênh truyền hình ITV Sport với hai bình luận viên Clive Tyldesley và Ron Atkinson. Tại nước Đức, Kênh RTL Television trực tiếp trận đấu. Tại Tây Ban Nha, trận đấu được chiếu trên kênh TVE.

### Trong tài chính

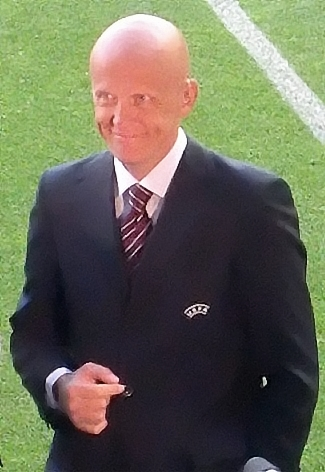
Pierluigi Collina là trọng tài bắt chính.

Trọng tài bắt chính trận chung kết là ông Pierluigi Collina người Ý. Collina tham gia hoạt động trọng tài Quốc tế của FIFA vào 1995, ông nổi tiếng với thành tích bắt chính xác trận đấu và là ông vua thẻ phạt.

### Bộ Đôi tiền vệ trung tâm Manchester United Vắng Mặt
Đội trưởng Manchester United Roy Keane và Tiền vệ trung tâm Paul Scholes vắng mặt vì lý do khác nhau. Roy Keane bị chấn thương trong trận chung kết Cúp FA còn Paul Scholes thì bị treo giò. Ông Alex Ferguson phải rất đau đầu khi lựa chọn đội hình xuất phát trong trận chung kết. Ông đưa David Beckham vào đá cặp cùng với Nicky Butt chơi ở vị trí tiền vệ trung tâm. Ryan Giggs chơi tiền vệ cánh phải còn Jesper Blomqvist chơi tiền vệ cánh trái. Hậu vệ Na Uy Henning Berg cũng bị chấn thương phải thay bằng Hậu vệ Ronny Johnsen để đá cặp với hòn đá tảng Jaap Stam. Thủ thành Peter Schmeichel được chọn làm đội trưởng. Cặp tiền đạo chơi ăn ý với nhau Andy Cole và Dwight Yorke vẫn có mặt trong đội hình xuất phát. Trên ghế dự bị còn có tiền đạo Teddy Sheringham, tiền đạo có gương mặt trẻ thơ Ole Gunnar Solskjær, thủ môn dự bị Raimond van der Gouw, ba hậu vệ David May, Phil Neville và Wes Brown, tiền vệ Jonathan Greening.

## Đường đến trận chung kết
| Đội               | Tr | T | H | B | BT | BB | HS  | Đ  |
| ----------------- | -- | - | - | - | -- | -- | --- | -- |
| Bayern München    | 6  | 3 | 2 | 1 | 9  | 6  | +3  | 11 |
| Manchester United | 6  | 2 | 4 | 0 | 20 | 11 | +9  | 10 |
| Barcelona         | 6  | 2 | 2 | 2 | 11 | 9  | +2  | 8  |
| Brøndby           | 6  | 1 | 0 | 5 | 4  | 18 | −14 | 3  |

| Đội               | Tr | T | H | B | BT | BB | HS  | Đ  |
| ----------------- | -- | - | - | - | -- | -- | --- | -- |
| Bayern München    | 6  | 3 | 2 | 1 | 9  | 6  | +3  | 11 |
| Manchester United | 6  | 2 | 4 | 0 | 20 | 11 | +9  | 10 |
| Barcelona         | 6  | 2 | 2 | 2 | 11 | 9  | +2  | 8  |
| Brøndby           | 6  | 1 | 0 | 5 | 4  | 18 | −14 | 3  |

## Chi tiết trận đấu
| Manchester United                 | 2–1      | Bayern Müchen |
| --------------------------------- | -------- | ------------- |
| Sheringham 90+1' · Solskjær 90+3' | Chi tiết | Basler 6'     |

| Manchester United | Bayern Munich |

| GK                      | 1  | Peter Schmeichel (c) |  |     |
| RB                      | 2  | Gary Neville         |  |     |
| CB                      | 5  | Ronny Johnsen        |  |     |
| CB                      | 6  | Jaap Stam            |  |     |
| LB                      | 3  | Denis Irwin          |  |     |
| RM                      | 11 | Ryan Giggs           |  |     |
| CM                      | 7  | David Beckham        |  |     |
| CM                      | 8  | Nicky Butt           |  |     |
| LM                      | 15 | Jesper Blomqvist     |  | 67' |
| CF                      | 19 | Dwight Yorke         |  |     |
| CF                      | 9  | Andy Cole            |  | 81' |
| Dự bị:                  |    |                      |  |     |
| GK                      | 17 | Raimond van der Gouw |  |     |
| DF                      | 4  | David May            |  |     |
| DF                      | 12 | Phil Neville         |  |     |
| DF                      | 30 | Wes Brown            |  |     |
| MF                      | 34 | Jonathan Greening    |  |     |
| FW                      | 10 | Teddy Sheringham     |  | 67' |
| FW                      | 20 | Ole Gunnar Solskjær  |  | 81' |
| Huấn luyện viên trưởng: |    |                      |  |     |
| Sir Alex Ferguson       |    |                      |  |     |

| GK                      | 1  | Oliver Kahn (c)    |     |     |
| SW                      | 10 | Lothar Matthäus    |     | 80' |
| RB                      | 2  | Markus Babbel      |     |     |
| CB                      | 25 | Thomas Linke       |     |     |
| CB                      | 4  | Samuel Kuffour     |     |     |
| LB                      | 18 | Michael Tarnat     |     |     |
| CM                      | 11 | Stefan Effenberg   | 60' |     |
| CM                      | 16 | Jens Jeremies      |     |     |
| RF                      | 14 | Mario Basler       |     | 87' |
| CF                      | 19 | Carsten Jancker    |     |     |
| LF                      | 21 | Alexander Zickler  |     | 71' |
| Dự bị:                  |    |                    |     |     |
| GK                      | 22 | Bernd Dreher       |     |     |
| DF                      | 5  | Thomas Helmer      |     |     |
| MF                      | 7  | Mehmet Scholl      |     | 71' |
| MF                      | 8  | Thomas Strunz      |     |     |
| MF                      | 17 | Thorsten Fink      |     | 80' |
| MF                      | 20 | Hasan Salihamidžić |     | 87' |
| FW                      | 24 | Ali Daei           |     |     |
| Huấn luyện viên trưởng: |    |                    |     |     |
| Ottmar Hitzfeld         |    |                    |     |     |

| Trợ lý trọng tài: Gennaro Mazzei (Ý) Claudio Puglisi (Ý) Trọng tài thứ 4 Fiorenzo Treossi (Ý) | Quy tắc trận đấu - 90 Phút thi đấu chính thức. - 30 phút thi đấu hiệp phụ, mỗi hiệp kéo dài 15 phút, có áp dụng luật bàn thắng vàng. - Sút luân lưu 11m nếu không có bàn thắng nào trong thời gian hiệp phụ. - 7 dự bị trong đó thay tối đa với 3 cầu thủ. |

### Thống kê trận đấu
| Thống kê       | Manchester United | Bayern Munich |
| -------------- | ----------------- | ------------- |
| Số bàn thắng   | 0                 | 1             |
| Tổng cú sút    | 6                 | 7             |
| Sút trúng đích | 4                 | 2             |
| Kiểm soát bóng | 55%               | 45%           |
| Đá phạt góc    | 6                 | 1             |
| Phạm lỗi       | 5                 | 6             |
| Việt vị        | 4                 | 5             |
| Thẻ vàng       | 0                 | 0             |
| Thẻ đỏ         | 0                 | 0             |

| Thống kê       | Manchester United | Bayern Munich |
| -------------- | ----------------- | ------------- |
| Số bàn thắng   | 2                 | 0             |
| Tổng cú sút    | 9                 | 8             |
| Sút trúng đích | 5                 | 5             |
| Kiểm soát bóng | 51%               | 49%           |
| Đá phạt góc    | 6                 | 6             |
| Phạm lỗi       | 6                 | 4             |
| Việt vị        | 2                 | 3             |
| Thẻ vàng       | 0                 | 1             |
| Thẻ đỏ         | 0                 | 0             |

| Thống kê       | Manchester United | Bayern Munich |
| -------------- | ----------------- | ------------- |
| Số bàn thắng   | 2                 | 1             |
| Tổng cú sút    | 15                | 15            |
| Sút trúng đích | 9                 | 7             |
| Kiểm soát bóng | 53%               | 47%           |
| Đá phạt góc    | 12                | 7             |
| Phạm lỗi       | 11                | 10            |
| Việt vị        | 6                 | 8             |
| Thẻ vàng       | 0                 | 1             |
| Thẻ đỏ         | 0                 | 0             |